# Nélson da Luz
Nélson Conceição da Luz (Luanda, 4 febbraio 1998) è un calciatore angolano, centrocampista del Qingdao Xihaian.

## Carriera

### Club
Ha giocato nella prima divisione dei campionati angolano, portoghese e cinese.

### Nazionale
Nel 2016 ha esordito in nazionale.

## Statistiche

### Cronologia presenze e reti in nazionale
| Cronologia completa delle presenze e delle reti in nazionale ― Angola | Cronologia completa delle presenze e delle reti in nazionale ― Angola | Cronologia completa delle presenze e delle reti in nazionale ― Angola | Cronologia completa delle presenze e delle reti in nazionale ― Angola | Cronologia completa delle presenze e delle reti in nazionale ― Angola | Cronologia completa delle presenze e delle reti in nazionale ― Angola | Cronologia completa delle presenze e delle reti in nazionale ― Angola | Cronologia completa delle presenze e delle reti in nazionale ― Angola |
| Data                                                                  | Città                                                                 | In casa                                                               | Risultato                                                             | Ospiti                                                                | Competizione                                                          | Reti                                                                  | Note                                                                  |
| --------------------------------------------------------------------- | --------------------------------------------------------------------- | --------------------------------------------------------------------- | --------------------------------------------------------------------- | --------------------------------------------------------------------- | --------------------------------------------------------------------- | --------------------------------------------------------------------- | --------------------------------------------------------------------- |
| 10-6-2017                                                             | Ouagadougou                                                           | Burkina Faso                                                          | 3 – 1                                                                 | Angola                                                                | Qual. Coppa d'Africa 2019                                             | -                                                                     |                                                                       |
| Totale                                                                |                                                                       | Presenze                                                              | 1                                                                     |                                                                       | Reti                                                                  | 0                                                                     |                                                                       |

## Palmarès

### Club

#### Competizioni nazionali
- Girabola: 4

Primeiro de Agosto: 2016, 2017, 2018, 2019
- Coppa d'Angola: 1

Primeiro de Agosto: 2018
- Supercoppa di Angola: 2

Primeiro de Agosto: 2019